# Liste der Baudenkmäler in Weitnau

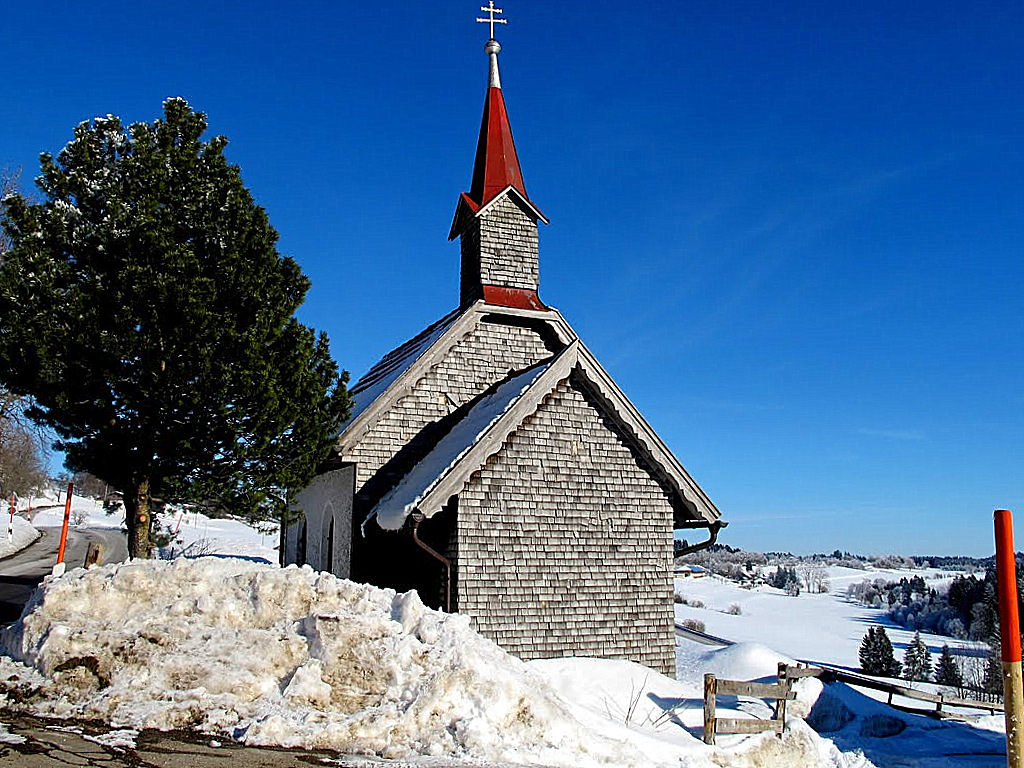
Kapelle St. Wendelin in Weilerle.

Auf dieser Seite sind die Baudenkmäler in dem schwäbischen Markt Weitnau zusammengestellt. Diese Tabelle ist eine Teilliste der Liste der Baudenkmäler in Bayern. Grundlage ist die Bayerische Denkmalliste, die auf Basis des Bayerischen Denkmalschutzgesetzes vom 1. Oktober 1973 erstmals erstellt wurde und seither durch das Bayerische Landesamt für Denkmalpflege geführt wird. Die folgenden Angaben ersetzen nicht die rechtsverbindliche Auskunft der Denkmalschutzbehörde.

## Baudenkmäler nach Ortsteilen

### Weitnau
| Lage                            | Objekt                               | Beschreibung                                                                                                | Akten-Nr.    | Bild                  |
| ------------------------------- | ------------------------------------ | --- | ------------ | --------------------- |
| Braut- und Bahrweg 2 (Standort) | Wohnhaus                             | Zweigeschossiger Bau mit Mansardwalmdach und Zwerchgiebel, Ende 18. Jahrhundert                             | D-7-80-144-2 | Wohnhaus              |
| Hoheneggstraße 25 (Standort)    | Gasthof Adler, ehemaliges Amtshaus   | Zweigeschossiger, verschindelter Bau mit steilem Satteldach, im Kern 17. Jahrhundert, um 1753 erneuert      | D-7-80-144-1 | weitere Bilder        |
| Kirchstraße 31 (Standort)       | Katholische Pfarrkirche St. Pelagius | Saalbau mit eingezogenem Chor und nördlichem Turm mit Spitzhelm, Turm spätgotisch, 1860/61; mit Ausstattung | D-7-80-144-3 | weitere Bilder        |
| Schilterstraße 10 (Standort)    | Ehemaliges Bauernhaus                | Zweigeschossiger, offener Ständerbohlen- beziehungsweise Riegelbau mit Frackdach, 17. Jahrhundert           | D-7-80-144-4 | Ehemaliges Bauernhaus |
| Widmannweg 29 (Standort)        | Bauernhaus                           | Zweigeschossiger, offener Blockbau mit Flachsatteldach und Gänter, erste Hälfte 18. Jahrhundert             | D-7-80-144-5 | Bauernhaus            |

### Alttrauchburg
| Lage                       | Objekt               | Beschreibung | Akten-Nr.    | Bild           |
| -------------------------- | -------------------- | --- | ------------ | -------------- |
| Alttrauchburg 1 (Standort) | Burgruine Trauchburg | Burgruine Trauchburg, Reste des ehemaligen Diebsturms, Stallungen und kleine Rundtürme im Süden bzw. Südwesten, Hauptburg aus Nagelfluhquadern im Norden, Umfassungsmauer des Palas an der Ostseite, nordwestlich Sockel eines Rundturms, Tuff-, Sand- und Backsteinmauerwerk, 13. Jahrhundert; | D-7-80-144-6 | weitere Bilder |

### Eisenbolz
| Lage                   | Objekt                                       | Beschreibung | Akten-Nr.    | Bild           |
| ---------------------- | -------------------------------------------- | --- | ------------ | -------------- |
| Eisenbolz 9 (Standort) | Katholische Kapelle St. Rochus und Sebastian | Katholische Kapelle St. Rochus und Sebastian, Satteldachbau mit leicht eingezogenem, dreiseitigem Schluss, 19. Jahrhundert; mit Ausstattung. | D-7-80-144-7 | weitere Bilder |

### Engelwarz
| Lage                   | Objekt                    | Beschreibung                                                                                           | Akten-Nr.    | Bild                      |
| ---------------------- | ------------------------- | --- | ------------ | ------------------------- |
| Engelwarz 4 (Standort) | Katholische Marienkapelle | Katholische Marienkapelle, Rechteckbau mit dreiseitigem Schluss, 18./19. Jahrhundert; mit Ausstattung. | D-7-80-144-8 | Katholische Marienkapelle |

### Ettensberg
| Lage                     | Objekt                                       | Beschreibung | Akten-Nr.    | Bild                                         |
| ------------------------ | -------------------------------------------- | --- | ------------ | -------------------------------------------- |
| Ettensberg 12 (Standort) | Katholische Kapelle St. Magnus und Sylvester | Katholische Kapelle St. Magnus und Sylvester, Rechteckbau mit leicht eingezogenem, dreiseitigem Schluss und Dachreiter, wohl 1. Hälfte 18. Jahrhundert; mit Ausstattung. | D-7-80-144-9 | Katholische Kapelle St. Magnus und Sylvester |

### Hellengerst
| Lage                    | Objekt                              | Beschreibung | Akten-Nr.     | Bild           |
| ----------------------- | ----------------------------------- | --- | ------------- | -------------- |
| Burgstraße 9 (Standort) | Katholische Pfarrkirche St. Stephan | Katholische Pfarrkirche St. Stephan, Saalbau mit eingezogenem, dreiseitig geschlossenem Chor und nördlichem Satteldachturm, im Kern spätgotisch, 1773 erneuert; mit Ausstattung. | D-7-80-144-10 | weitere Bilder |

### Kleinweiler
| Lage                          | Objekt                                | Beschreibung | Akten-Nr.     | Bild                         |
| ----------------------------- | ------------------------------------- | --- | ------------- | ---------------------------- |
| Am Nellenberg 4 (Standort)    | Ehemalige Bahnhofsgaststätte          | Ehemalige Bahnhofsgaststätte, zweigeschossiger Mansarddachbau mit Risalit mit Satteldach, erdgeschossigem Anbau mit Terrasse, Bodenerker, Rundbogenfenster und Putzgliederung, um 1910. | D-7-80-144-27 | Ehemalige Bahnhofsgaststätte |
| Trauchburgstraße 2 (Standort) | Ehemaliges Bauernhaus                 | Ehemaliges Bauernhaus, zweigeschossiger, verschindelter Bau mit Flachsatteldach und profilierten Balkenköpfen, im Kern 1. Hälfte 18. Jahrhundert                                        | D-7-80-144-12 | Ehemaliges Bauernhaus        |
| Trauchburgstraße 8 (Standort) | Katholische Pfarrkirche St. Margareta | Katholische Pfarrkirche St. Margareta, Saalbau mit eingezogenem Chor und südlichem Turm mit Spitzhelm, im Kern 15. Jahrhundert, von Benedikt Bleyle, 1791–93; mit Ausstattung.          | D-7-80-144-11 | weitere Bilder               |

### Obergötzenberg
| Lage                        | Objekt                                | Beschreibung | Akten-Nr.     | Bild                                  |
| --------------------------- | ------------------------------------- | --- | ------------- | ------------------------------------- |
| Obergötzenberg 1 (Standort) | Ehemaliges Försterhaus zur Trauchburg | Ehemaliges Försterhaus zur Trauchburg, zweigeschossiger Walmdachbau mit Fachwerkobergeschoss, 2. Hälfte 18. Jahrhundert | D-7-80-144-14 | Ehemaliges Försterhaus zur Trauchburg |

### Rechtis
| Lage                    | Objekt                             | Beschreibung | Akten-Nr.     | Bild           |
| ----------------------- | ---------------------------------- | --- | ------------- | -------------- |
| Dorfstraße 1 (Standort) | Katholische Pfarrkirche St. Ulrich | Katholische Pfarrkirche St. Ulrich, Saalbau mit eingezogenem Chor und nördlichem, unverputztem Satteldachturm, um 1480/90, um 1700 verändert, Erweiterung durch Hans Thurn 1914–16; mit Ausstattung; Friedhofsmauer, Naturstein. | D-7-80-144-15 | weitere Bilder |
| Jakobsweg 3 (Standort)  | Bauernhaus                         | Bauernhaus, zweigeschossiger, verschindelter Blockbau mit Flachsatteldach, Wirtschaftsteil verändert,im Kern 18. Jahrhundert | D-7-80-144-16 | Bauernhaus     |

### Seltmans
| Lage                       | Objekt                   | Beschreibung | Akten-Nr.     | Bild                     |
| -------------------------- | ------------------------ | --- | ------------- | ------------------------ |
| Alpgaustraße 21 (Standort) | Ehemaliges Siechenhaus   | Ehemaliges Siechenhaus, zweigeschossiger, verkleideter Blockbau mit Walmdach, im Kern spätes 18. Jahrhundert.                                 | D-7-80-144-20 | Ehemaliges Siechenhaus   |
| Weidachweg 1 (Standort)    | Ehemalige Siechenkapelle | Ehemalige Siechenkapelle, jetzt Wohnhaus, zweigeschossiger Rechteckbau mit dreiseitigem Schluss, im Kern 17. Jahrhundert, nach 1805 umgebaut. | D-7-80-144-19 | Ehemalige Siechenkapelle |

### Sibratshofen
| Lage                               | Objekt                               | Beschreibung | Akten-Nr.     | Bild                                 |
| ---------------------------------- | ------------------------------------ | --- | ------------- | ------------------------------------ |
| Sankt-Wendelin-Straße 2 (Standort) | Katholische Pfarrkirche St. Wendelin | Katholische Pfarrkirche St. Wendelin, Saalbau mit schmalen Langhausabseiten und Dachreiter mit Zwiebelhaube, erbaut 1733, 1938 erweitert; mit Ausstattung. | D-7-80-144-18 | Katholische Pfarrkirche St. Wendelin |

### Spitalhof
| Lage                   | Objekt               | Beschreibung | Akten-Nr.     | Bild                 |
| ---------------------- | -------------------- | --- | ------------- | -------------------- |
| Spitalhof 2 (Standort) | Ehemaliger Spitalhof | Ehemaliger Spitalhof, zweigeschossiger, langgestreckter Bau mit steilem Satteldach und eingebauter Hauskapelle, Ende 17. Jahrhundert, Kapelle 18. Jahrhundert; mit Ausstattung. | D-7-80-144-21 | Ehemaliger Spitalhof |

### Waltrams
| Lage                  | Objekt                         | Beschreibung | Akten-Nr.     | Bild                           |
| --------------------- | ------------------------------ | --- | ------------- | ------------------------------ |
| Waltrams 8 (Standort) | Katholische Kapelle St. Rochus | Katholische Kapelle St. Rochus, Saalbau mit eingezogenem, dreiseitig geschlossenem Chor und Dachreiter mit Zwiebelhaube, um 1770/80, Dachreiter 1911; mit Ausstattung; | D-7-80-144-22 | Katholische Kapelle St. Rochus |

### Weilerle
| Lage                | Objekt                           | Beschreibung | Akten-Nr.     | Bild                             |
| ------------------- | -------------------------------- | --- | ------------- | -------------------------------- |
| Weilerle (Standort) | Katholische Kapelle St. Wendelin | Katholische Kapelle St. Wendelin, Rechteckbau mit eingezogenem, dreiseitigem Schluss und Dachreiter mit Spitzhelm, 1860; mit Ausstattung. | D-7-80-144-23 | Katholische Kapelle St. Wendelin |

### Wengen
| Lage                      | Objekt                                          | Beschreibung | Akten-Nr.     | Bild           |
| ------------------------- | ----------------------------------------------- | --- | ------------- | -------------- |
| Alpe-Egg-Weg 5 (Standort) | Katholische Pfarrkirche St. Johannes der Täufer | Saalbau mit eingezogenem Chor, Strebepfeilern und nördlichem Turm mit Spitzhelm, Turm spätgotisch, neugotischer Neubau von 1841; mit Ausstattung. | D-7-80-144-24 | weitere Bilder |
| Kirchweg 10 (Standort)    | Pfarrhaus                                       | zweigeschossiger Bau mit Mansardwalmdach, 1713, erneuert 1768.                                                                                    | D-7-80-144-25 | Pfarrhaus      |